# Ещин, Евгений Константинович
Евгений Константинович Ещин (род. 1 октября 1946, Новосибирск) — советский и российский учёный, доктор технических наук, профессор, ректор Кузбасского государственного технического университета (с 2008 по 2011 год).

## Биография
Родился 1 октября 1946 года в Новосибирске. Окончив в 1964 году среднюю школу в г. Кемерово, поступил в Пензенский завод-втуз (сейчас Пензенский технологический институт) при заводе ВЭМ (Вычислительных Электронных Машин) на специальность «Математические и счётно-решающие приборы и устройства». Далее учился в Кузбасском политехническом институте по специальности «Автоматизация и электрификация горных работ».
В 1971 году поступил в аспирантуру по кафедре автоматизации производственных процессов в Кузбасском политехническом институте. В 1975 году защитил кандидатскую диссертацию на тему «Исследование условий эффективного использования частотно-управляемого электропривода горных машин» по специальности 05.13.07 — «Автоматическое управление технологическими процессами».
В 1996 году в совете Уральской горно-геологической академии (г. Екатеринбург) защитил докторскую диссертацию на тему «Динамические процессы электромеханических систем горных машин в режимах пуска и стопорения» по специальности 05.09.03 — «Электротехнические комплексы и системы, включая их управление и регулирование».
Трудовой путь:
- 1975—1982 гг. — старший преподаватель, доцент, кафедра автоматизации производственных процессов Кузбасского политехнического института.
- 1982—2008 гг. — заведующий кафедрой вычислительной техники и информационных технологий, Кузбасский политехнический институт — Кузбасский государственный технический университет.
- 1997—2003 гг. — проректор по учебной работе, Кузбасский государственный технический университет.
- 2008—2011 гг. — ректор, Кузбасский государственный технический университет.
- 2011 — настоящее время — профессор кафедры прикладных информационных технологий, Кузбасский государственный технический университет.

## Сфера научных интересов
1. Управление состоянием электромеханических систем горных машин с целью улучшения их динамической нагруженности, в частности, использования исполнительных электрических машин многодвигательного привода горных машин в качестве формирователей силовых управляющих воздействий на механические передаточные устройства.
2. Совершенствование методов расчётов по оценке внутреннего состояния механических передаточных устройств приводов горных машин.
3. Разработка математических моделей, описывающих совместную работу нескольких электромеханических преобразователей энергии в общей сети электроснабжения с учётом особенностей динамических явлений в электромеханических комплексах горных машин для исследования предельных режимов их работы, включая аварийные режимы.
4. Разработка основ построения высокопроизводительных электротехнических комплексов для автоматизированной оценки параметров и характеристик электрических машин.

## Научные публикации
1. Электромеханические системы многодвигательных электроприводов (моделирование и управление). — Кемерово: Кузбасский гос. техн. ун-т, 2003. — 247 с.
2. Расчёты электромеханических переходных процессов в системе электроснабжения горных машин// Электротехника. — 1999. — № 3. — С. 41—44.
3. Модель асинхронного электродвигателя в системе электроснабжения// Электротехника. — 2002. — № 1. — С. 40—43.
4. Модель для исследования процессов преобразования энергии в сетях электроснабжения горных машин// Известия ВУЗов: Горный журнал. — 1999. — № 1 — 2. — С. 39—45.
5. Управление многодвигательными электроприводами горных машин// Известия ВУЗов: Горный журнал. — 2000. — № 5. — С. 122—128.